# Nick Pelling
Nick Pelling és un programador informàtic d'origen britànic conegut per ser el creador del joc de 1984 Frak! i el primer en utilitzar el terme "Gamificació".

## Videojocs

### Desenvolupats

#### Com a Aardvark Software
- Arcadians (1982)
- Zalaga (1983)
- Frak! (1984)
- Firetrack (1987)
- Sharkey's 3D Pool (1989)

#### Independenment
- Bangkok Knights (1987)
- Shinobi (1989)
- Loopz (1990)
- Terminator 2: Judgment Day (1993)
- The Simpsons: Bartman Meets Radioactive Man (1993)
- The Pagemaster (1994)
- Mortal Kombat II (1994)
- Wolverine: Adamantium Rage (1994)
- Primal Rage (1995)
- Batman Forever (1995)
- The X-Files Game (1999)
- In Cold Blood (2000)
- Street Fighter Alpha 3 (2002)
- Kelly Slater's Pro Surfer (2002)
- Championship Manager 5 (2005)
- Buzz!: The Music Quiz (2005)
- Buzz!: The BIG Quiz (2006)
- Buzz!: The Mega Quiz (2007)
- Buzz!: The Hollywood Quiz (2007)
- Soldiers of Fortune (2013)

### Adaptats

#### Com a Aardvark Software
- Duke Nukem 3D (1997, PlayStation)

#### Independenment
- Teenage Mutant Ninja Turtles (1990, Commodore 64)
- Battle Master (1991, Sega Genesis)
- Wing Commander (1992, AmigaOS)
- Dangerous Streets & Wing Commander (1994, Amiga CD32)